# Église Saint-Jean-Baptiste de Lézat-sur-Lèze
L'église Saint-Jean-Baptiste est une église catholique située à Lézat-sur-Lèze, dans le département de l'Ariège, en France.

## Historique
Établie pour partie sur les fondations d'une chapelle du XIIe, l'église est terminée en 1416.
L'édifice est classé au titre des monuments historiques en 1986.

## Description
C'est une église de style gothique en brique toulousaine.
Cette église possède un carillon manuel de 16 cloches (du fa#3 au do#5).

## Mobilier
29 objets sont référencés dans la base Palissy.

## Particularité
La dent de sainte Apollonie est une relique conservée à l'église, réputée soulager les nourrissons lors de la poussée dentaire.